# Reuplemmeles
Reuplemmeles är ett släkte av insekter. Reuplemmeles ingår i familjen dvärgstritar.
Kladogram enligt Catalogue of Life:
| Reuplemmeles | \| \| Reuplemmeles hobartensis \| \| \| \| \| \| Reuplemmeles maculata \| \| \| \| |
|              | \| \| Reuplemmeles hobartensis \| \| \| \| \| \| Reuplemmeles maculata \| \| \| \| |
|              | Reuplemmeles hobartensis                                                           |
|              |                                                                                    |
|              | Reuplemmeles maculata                                                              |
|              |                                                                                    |